# Bengie

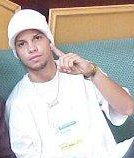
Bengie, 2011

Bengie, bürgerlich Benjamin Luís Zamot, (* 11. April 1986 in Arecibo, Puerto Rico) ist ein christlicher R&B- und Reggaeton-Künstler.

## Leben
Benjamin wurde mit acht Jahren adoptiert; seine Eltern kannte er bis dato noch nicht. Er wuchs in New Orleans auf. Da seine Adoptiveltern sehr gläubig waren, wurde auch Bengie christlich erzogen. Als er mit 13 Jahren davon hörte, dass sein Onkel in Brasilien lebe, ging er nach Brasilien, um seinen Onkel zu suchen. Doch bevor er Benjamin etwas über seine Eltern erzählen konnte, starb sein Onkel. Bengie schrieb darauf einen Song namens Llueve La Sangre (dt. Es regnet Blut). Viele christlich orientierte Plattenfirmen wurden auf Bengie aufmerksam, unter anderem auch Funky & Vico C. Das Label wollte nur den Text, doch Bengie wollte auch als Sänger Erfolg haben. Er lehnte das Angebot als Songwriter ab und eröffnete mit 16 sein eigenes Label Bengierecords. Die Single wurde im Latin-Bereich zum Hit und das folgende Album Un Rapero Diferente (dt. Ein etwas anderer Rapper) ebenfalls. Danach hatte er vorerst keine weiteren Erfolge, und er rutschte in die Barrios von Puerto Rico ab, wo er nach seiner ersten Single hinzog. Im Jahr 2004 entdeckte Manny Montes Bengie erneut der für sein United Kingdom-Projekt, das junge christliche Talente suchte. Bei dem Konzert in Arecibo, sang er das Lied Llueve La Sangre und fand auch seine leiblichen Eltern, die immer noch in Arecibo lebten. Im Jahr 2006 gründete er, da Bengierecords 2003 pleitegegangen war, ein neues Label unter dem Namen Bengiestudio.

## Musikstil
Auf Bengies Debütalbum sind alle Songs dem Genre des Reggaeton zuzuordnen, ebenfalls hörte man viele elektrische Strings, was für den Christlichen Reggaeton eher untypisch ist; trotzdem hatte das Album großen Erfolg in Lateinamerika. Mit der Zeit änderte sich der Stil Benjamins. Als sein drittes Studioalbum erschien, war es inzwischen klassischer neumodischer Reggaeton, den man auf dem Long Player hörte. Seit 2008 arbeitet Bengie viel mit melodischem Gesang, er entwickelt sich immer mehr zu einem R&B Künstler mit einem unverwechselbaren Gesang.

## Erfolge und Auszeichnungen
- Bengie bekam im Jahre 2002 einen Latin Grammy Award für das „Beste Debütalbum“, damit war Bengie der jüngste Gewinner eines Latin Grammy Awards. 2008 gewann der 8-jährige Miguelito ebenfalls einen Award für „Bestes Debütalbum“ und ist damit der jüngste Grammygewinner.
- Nachdem Daddy Yankee seit 2004 durchgehend auf Puerto Rico zum „Vorbild des Jahres“ gewählt worden war, gewann Bengie 2009 diesen Titeln. Ein Jahr später konnte sein Entdecker Manny Montes den Titel gewinnen, 2011 wurde Daddy Yankee wieder Vorbild des Jahres.
- In seiner Heimatstadt Arecibo gibt es eine Straße namens calle de el mensajero benjamin zamot (deu: Straße des Nachrichtenüberbringers Benjamin Zamot).
- 2009 gewann er den Latin Grammy für „Bestes Video“ mit seinem Labelkollegen Ivan 2Filoz.

## Diskografie

### Studioalben
- Cristo es la Solución(2003)
- Un Rapero Diferente (2004)
- One I.D. (2005)
- Profetizando Sobre Huesos Secos (2006)
- Cueste Lo que Cueste (2008)
- Encontré El Amor (2008)
- Bienaventurado (2009)
- Real (2011)
- De Otra Forma (2012)
- Representando Al Mejor De Los Mejores (2012)
- En Victoria (2014)
- Sal (2016)
- Reggaeton Cristiano (2018)
- Trap Cristiano (2019)

## Videos
- Llueve La Sangre (2002)
- Yo Soy Cristiano (2002)
- Es Tiempo Live (2004) F/Manny Montes
- Llueve La Sangre Live (2004) F/Manny Montes
- Tu Niña (2005)
- Cai Live (2006)
- El Amor De Un Padre (2006)
- Que Susto/Domingo Mas Ná Live (2007) F/Santito
- Cuanto Quisiera (2008)
- Una Dama (2008) F/Mickey Medina
- Tumba Este Templo (2009) F/Ivan 2Filoz
- Arca De Noe (2009)
- Vivimos Guerreando (2010)
- Mi Primer Amor (2011)